# 礎板
礎板（そばん）は、建築物の柱穴の底に敷き、掘立柱などを支えて建物の沈降を防ぐ木の板である。このような建物を礎板建物（そばんたてもの）と称することがある。弥生時代以降の集落遺跡で広くみられる。

## 概要
板材は腐食しやすいため、普通は礎石すなわち石材が基礎となることが一般的であるが、石材の得られにくい地域などでは基礎に板を用いることがある。
礎板はまた、掘立柱建物（ほったてばしらたてもの）にも使用される。掘立柱建物は、柱穴を掘りくぼめて礎石を用いず、そのまま柱を立てた建物であるが、沖積平野とくに泥質地などでは、そのような基礎のない柱では建物自体の重みで柱材が沈下していく心配もあることから、それを防ぐため、掘りくぼめた坑の底に礎板を置くケースがある。板は、柱の形状や地形に応じ、さまざまに加工される。複数使用して強度を増す場合もある。